# Lampenberg

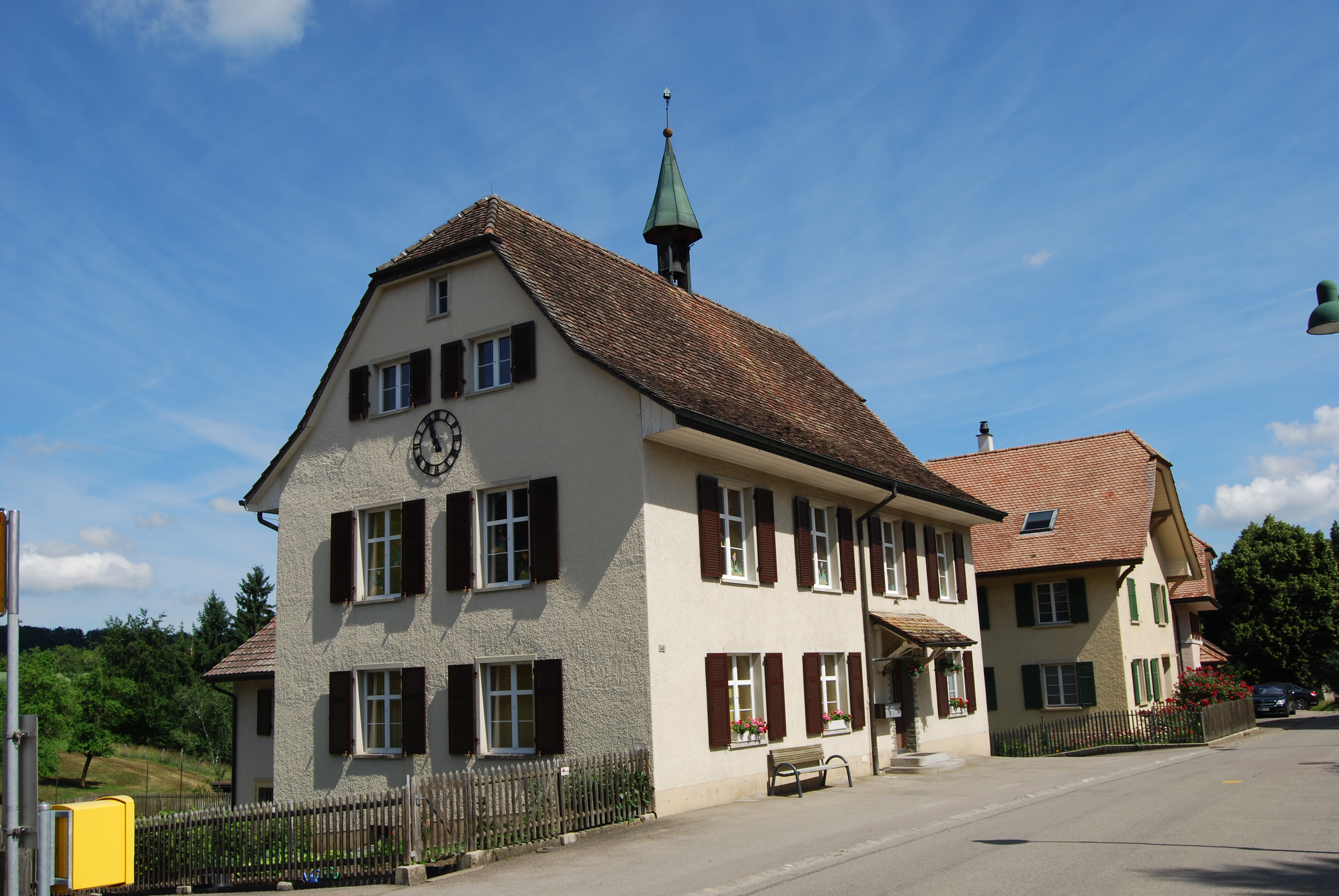
Lampenberg

Lampenberg is een gemeente en plaats in het Zwitserse kanton Basel-Landschaft, en maakt deel uit van het district Waldenburg.
Lampenberg telt 507 inwoners.